# Boana claresignata
Boana claresignata es una especie de anfibio anuro de la familia Hylidae. Es una rana endémica de la sierra del Mar en el sudeste de Brasil en altitudes entre los 800 y los 1200 metros de altitud. Habita en bromelias en bosques primarios y secundarios en las cercanías de arroyos. Los renacuajos se desarrollan en los arroyos. Probablemente se encuentre en peligro de extinción.